# Мака Лахи
Мака Лахи (англ.  Maka Lahi) — гигантский валун, обнаруженный в 2024 году на острове Тонгатапу архипелага Тонга в южной части Тихого океана. Размеры валуна: 14 × 12 × 6,7 метра, объём около 590 кубических метров, масса приблизительно 1180 тонн. Мака Лахи один из самых крупных камней, когда-либо перемещенных волнами. Его открытие дает важные данные об истории Тихоокеанского региона и угрозе цунами в будущем.
Полевые исследования проведены в 2024 году. Публикация результатов — в 2025 году.
Обнаружен на обрывистом берегу на высоте около 39 метров над уровнем моря, примерно в 200 метрах от современной береговой линии.
По расчётам моделирования, около 7000 лет (6891 ± 97 лет) назад мощное цунами обрушилось на южное побережье острова, подхватило валун и перенесло его на 200 метров вглубь суши. Волна должна быть высотой не менее 50 метров, действующей в течение 90 секунд. Это самое древнее из обнаруженных цунами голоценового периода в Тихом океане.
Причиной мегацунами стал обвал склона (оползень) подводного вулкана.